# Arabeschi sul tema Pirosmani
Arabeschi sul Tema Pirosmani è un cortometraggio documentario del 1985 diretto da Sergej Iosifovič Paradžanov e basato sulla vita del pittore georgiano Niko Pirosmani.